# Mont Alfred Faure
Der Mont Alfred Faure (französisch) ist der höchste Hügel der Gouverneur-Insel im südlichen Teil des Géologie-Archipels vor der Küste des ostantarktischen Adélielands.
Französische Wissenschaftler entdeckten ihn und benannten ihn 1977. Namensgeber ist der französische Meteorologe Alfred Faure (1925–1968), Leiter der französischen Antarktisexpeditionen von 1959 bis 1961, von 1961 bis 1962, von 1962 bis 1963 und von 1966 bis 1967, nach dem auch die Alfred-Faure-Station benannt ist.